# Tacial
Tacial är en ort i Mexiko.   Den ligger i kommunen Tamazunchale och delstaten San Luis Potosí, i den sydöstra delen av landet, 210 km norr om huvudstaden Mexico City. Tacial ligger 139 meter över havet och antalet invånare är 729.
Terrängen runt Tacial är varierad. Runt Tacial är det ganska tätbefolkat, med 67 invånare per kvadratkilometer. Närmaste större samhälle är Tamazunchale, 2,2 km öster om Tacial. I omgivningarna runt Tacial växer huvudsakligen savannskog.